# Шилин, Георгий Иванович
Георгий Иванович Шилин (14 сентября 1896, Георгиевск — 29 января 1938, Коми АССР) — русский и советский прозаик. В 1936 году репрессирован.

## Биография
Георгий Шилин родился в Георгиевске на Северном Кавказе, в семье железнодорожного рабочего, происходившего из крепостных крестьян. Окончил городское училище, поменял множество профессий: конторщик, разносчик газет, помощник продавца.
Работу в газете «Терек» начал рассыльным, но его литературные способности заметил Сергей Миронович Киров, который рекомендовал принять юношу на корреспондентскую должность.
В 1915 году во время войны был призван в армию стрелком (рядовым) в Ахалцихский запасной полк. В 1916 году участвовал в боях на германском фронте. После начала Октябрьской социалистической революции был отправлен на родину в чине прапорщика в Георгиевск, где начал сотрудничать в газетах. Здесь же издал сборник своих стихов «Красное знамя». В годы Гражданской войны и в начале 1920-х годов был редактором газет «Красный Терек», «Известия Георгиевского Совета», широко печатался в газетах юга России, в «Известиях…» работал как поэт, очеркист, фельетонист.
В 1928 году переехал в Ленинград и перешёл на литературную работу. Его первую книгу прозы положительно оценил Максим Горький. В 1930 году Г. Шилин был принят в ряды Всероссийского Союза советских писателей, а в 1934 — стал членом Союза писателей СССР. Попав к заболевшему проказой товарищу, был потрясен судьбой прокажённых. Неоднократно жил в лепрозории посёлка Терский Ставропольского края.По мотивам этого написал своё наиболее значительное произведение «Прокажённые», книга выдержала за короткий срок четыре издания.
Был репрессирован. 20 октября 1936 года был арестован и осуждён на десять лет лишения свободы за то, что «ставил своей задачей свержение Советской власти и восстановление в СССР капиталистического строя». Отбывал наказание писатель в Ухтпечлаге НКВД в Коми АССР, был на земляных работах. Находясь в лагере, он был осуждён вторично. Теперь Г. Шилин обвинялся в том, что являлся инициатором организации в лагере контрреволюционной группы, ставившей задачей подготовку вооружённого восстания. Постановлением тройки при УНКВД Архангельской области 21 декабря 1937 года обвинён по статье 58-2, 10, 11 УК РСФСР и приговорён к расстрелу. Приговор исполнен 29 января 1938 года. Место захоронения — лагпункт Новая Ухтарка.
В 1956 году Г. И. Шилин был посмертно реабилитирован и восстановлен в правах члена Союза советских писателей.

## Память
- В 1981 году в связи с 85-летним юбилеем со дня рождения писателя на доме в Георгиевске по ул. Луначарского была открыта мемориальная доска с надписью: «В этом доме в 1896 году родился и жил до 1922 года наш земляк, писатель Шилин Георгий Иванович. 1896–1941 гг.» (sic)